# Heidi Biebl
Heidi Biebl, född 17 februari 1941 i Oberstaufen, död 20 januari 2022,var en tysk alpin skidåkare. 
Biebl blev olympisk guldmedaljör i störtlopp vid vinterspelen 1960 i Squaw Valley.